# Jana Balacciu Matei
Jana Balacciu Matei   (Gogoșari, 1947) és una traductora i filòloga romanesa.
Es doctorà en filologia romànica i treballà per a l'Institut de Lingüística de Bucarest fins al 2005. El 1991, vingué a Barcelona per aprendre català. Més tard, fou contractada per l'editorial Meronia de Bucarest com a traductora i editora de la col·lecció Biblioteca de Cultura Catalana, que ja consta de 26 volums. El 2003, va rebre la Creu de Sant Jordi per la seva tasca com a traductora i divulgadora de la literatura catalana al seu país, ja que organitzà jornades de cultura catalana a Bucarest els anys 2001, 2002 i 2004. A més, el 2005 rebé el Premi Joan Cendrós d'Òmnium Cultural; el 2008, el Premi Josep Maria Batista i Roca, i el 2017 també el Premi Internacional Catalònia de l'IEC.

## Traduccions
- Piata diamantului (La Plaça del Diamant,1995) de Mercè Rodoreda
- Oglinda sparta (Mirall trencat, 2000) de Mercè Rodoreda
- Laura în oraşul sfinţilor (Laura a la ciutat dels sants, 2001) de Miquel Llor
- Umbra eunucului (L'ombra de l'eunuc, 2002) de Jaume Cabré
- Mâine în zori la trei (Demà a les tres de la matinada, 2003) de Pere Calders
- Antologie Poeticā de Maria-Mercè Marçal, 2013